# Astenorella leonina
Astenorella leonina är en skalbaggsart som beskrevs av John Obadiah Westwood 1874. Astenorella leonina ingår i släktet Astenorella och familjen Cetoniidae. Utöver nominatformen finns också underarten A. l. lamottei.